# Sörmland Ultra Marathon
Sörmland Ultra Marathon är en ca 50 km lång löptävling i strax söder om Stockholm. Närmare bestämt startar man i Björkhagen och går via Sörmlandsleden till Rudan i Haninge. Då det inte finns något bra begrepp på underlaget kallas det traillöpning. Alltså stiglöpning. Lite asfalt och grusvägar, men mest stigar eller skogsvägar.
Tävlingen arrangerades första gången 2001. År 2000 skulle det genomföras första gången, men det var lite för tidigt. Antalet anmälda var för få. Numera ingår tävlingen i en trailruncup, kallad Peppes Trailruncup. 
Stockholm Långdistansklubb arrangerar tävlingen.